# De Angeli (metropolitana di Milano)
De Angeli è una stazione della linea M1 della metropolitana di Milano.

## Storia
La stazione fu costruita come parte della tratta da Pagano a Gambara della linea M1 della metropolitana di Milano, entrata in servizio il 2 aprile 1966.
Inizialmente era stata pensata per servire con la maggior comodità possibile il complesso dei palazzi affacciati sulla piazza e su via Frua: l'obiettivo fu perseguito tramite la costruzione di una lunga galleria sotterranea con diversi sbocchi e di molti spazi per attività commerciali, sia nella galleria che in superficie.
Nel corso del tempo i negozi hanno cessato l'attività ed attualmente la galleria, anche se agibile, versa in stato di abbandono e degrado a causa del rimbalzo di responsabilità fra ATM e i gestori degli stabili. Per ovviare al disagio conseguente, nel 2012 ATM ha aperto due nuove uscite sul lato destro della piazza che permettono di raggiungere i negozi ancora attivi in superficie senza attraversare il passaggio.

## Interscambi
Nelle vicinanze della stazione effettuano fermata alcune linee urbane, tranviarie ed automobilistiche, gestite da ATM.
- Fermata tram (De Angeli M1, linea 16)
- Fermata autobus

## Servizi
La stazione dispone di:
- Scale mobili
- Emettitrice automatica biglietti
- Stazione video sorvegliata
- Bar

## Galleria d'immagini

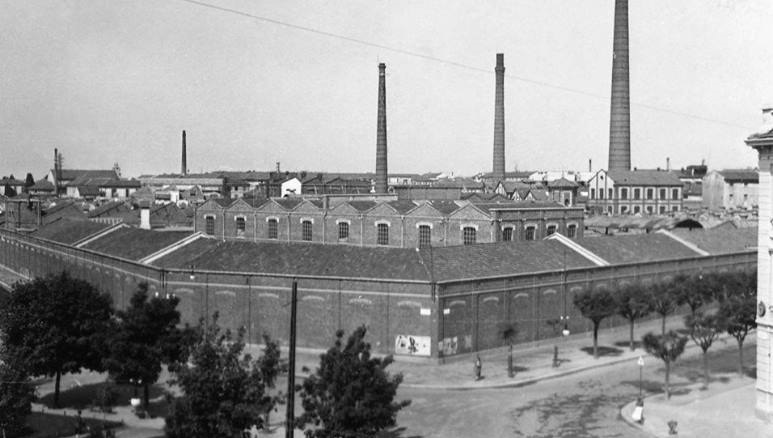
Lo stabilimento della De Angeli-Frua, azienda da cui la piazza e la stazione prendono il nome, nel 1930